# Saraikimasoom vitakri
Saraikimasoom vitakri es la única especie conocida del género extinto Saraikimasoom de dinosaurio saurópodo titanosauriano que vivió a finales del período Cretácico, hace aproximadamente 70 millones de años durante el Maastrichtiense, en lo que es hoy subcontinente Indio. Su espécimen tipo es MSM-142-4, un cráneo parcial. Su localidad tipo es Kinwa Kali Kakor,  una arcilla fluvial del Maastrichtiense en la Formación Vitakri de Pakistán. El autor a erigido la Gpsauridae que incluye a este y Gspsaurus pakistani, que pertenece al clado Poripuchia dentro de Titanosauria.